# 확장기말 용적
심혈관 생리학(cardiovascular physiology)에서 확장기말 용적(end-diastolic volume, EDV)은 확장기 충전이 끝날 때 우심실 또는 좌심실에 있는 혈액의 양이며, 이는 확장기 말에 심실에 존재하는 혈액의 양이다. 더 큰 EDV는 심실의 더 큰 팽창을 유발하기 때문에 EDV는 종종 수축기 전 심장 근육의 근육원섬유마디(sarcomere) 길이를 나타내는 전부하와 동의어로 사용된다. EDV의 증가는 심장의 전부하를 증가시키고 심장의 프랑크-스탈링 기전을 통해 수축기 동안 심실에서 분출되는 혈액의 양(일회박출량)을 증가시킨다.

## 같이 보기
- 심근수축력
- 세포액(cytosol)
- 세포질(cytoplasm)
- 스탈링의 법칙(심장의 법칙)